# Haliotis walallensis
Haliotis walallensis (em inglês flat abalone ou northern green abalone) é uma espécie de molusco gastrópode marinho pertencente à família Haliotidae. Foi classificada por Stearns, em 1899. É nativa do nordeste do oceano Pacífico, em águas rasas da costa oeste da América do Norte.
Abalones têm sido utilizados nesta área desde que o Homem chegou. Os americanos nativos comiam a carne de abalone, utilizando conchas inteiras como tigelas e pedaços de conchas para uso em anzóis, raspadores, miçangas, colares e decorações; até mesmo fazendo permutas com as conchas. Sete espécies são descritas na região: Haliotis corrugata, H. cracherodii, H. fulgens, H. kamtschatkana, H. rufescens, H. sorenseni e H. walallensis.

## Descrição da concha
Concha oval, longa, estreita e consideravelmente achatada, com menor variação em forma e cor do que outras espécies da região; apresentando coloração de vermelho tijolo com nuances de azul esverdeado e branco sobre uma superfície de escultura regular com muitas estrias, uniformemente arredondadas, atravessadas por espaçadas lamelas de crescimento. Região interna da concha madreperolada, iridescente, com tons predominantes de rosa pálido com reflexos verdes e com nenhuma cicatriz muscular, embora alguns possam ter pequenos aglomerados de verde e marrom na área de fixação muscular. Os furos abertos na concha, geralmente de 5 a 6, podendo ir de 4 a 8, são alinhados com a sua superfície.

## Distribuição geográfica
Haliotis walallensis ocorre em águas rasas, desde a zona entremarés até profundidades de cerca de 20 metros, nas costas rochosas do nordeste do oceano Pacífico, da Colúmbia Britânica (Canadá) até La Jolla, na Califórnia (sendo encontrada em todos os estados da costa oeste dos Estados Unidos). Não é espécie abundante, mas ocasionalmente é abundante em pequenas áreas.

## Pesca e conservação
Esta espécie foi comercialmente pescada para a indústria de alimentos e joalheria no Oregon (Estados Unidos) entre 2001 e 2008, encerrando-se as atividades em janeiro de 2009. Na Califórnia, houve um declínio significativo da espécie desde 1971.